# Marie Zacharias

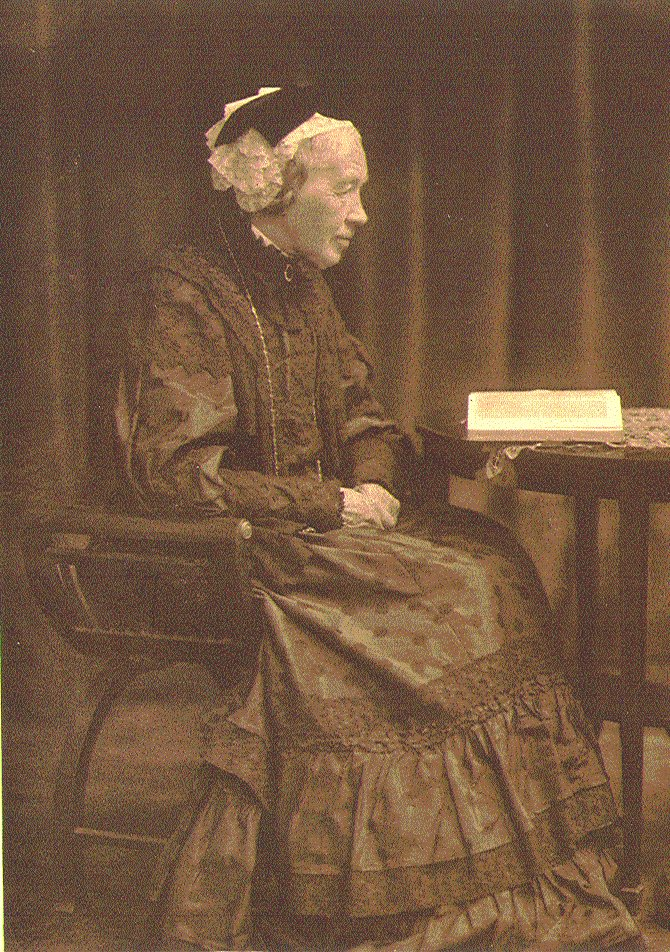
Marie Zacharias 1905, porträtiert von Rudolf Dührkoop

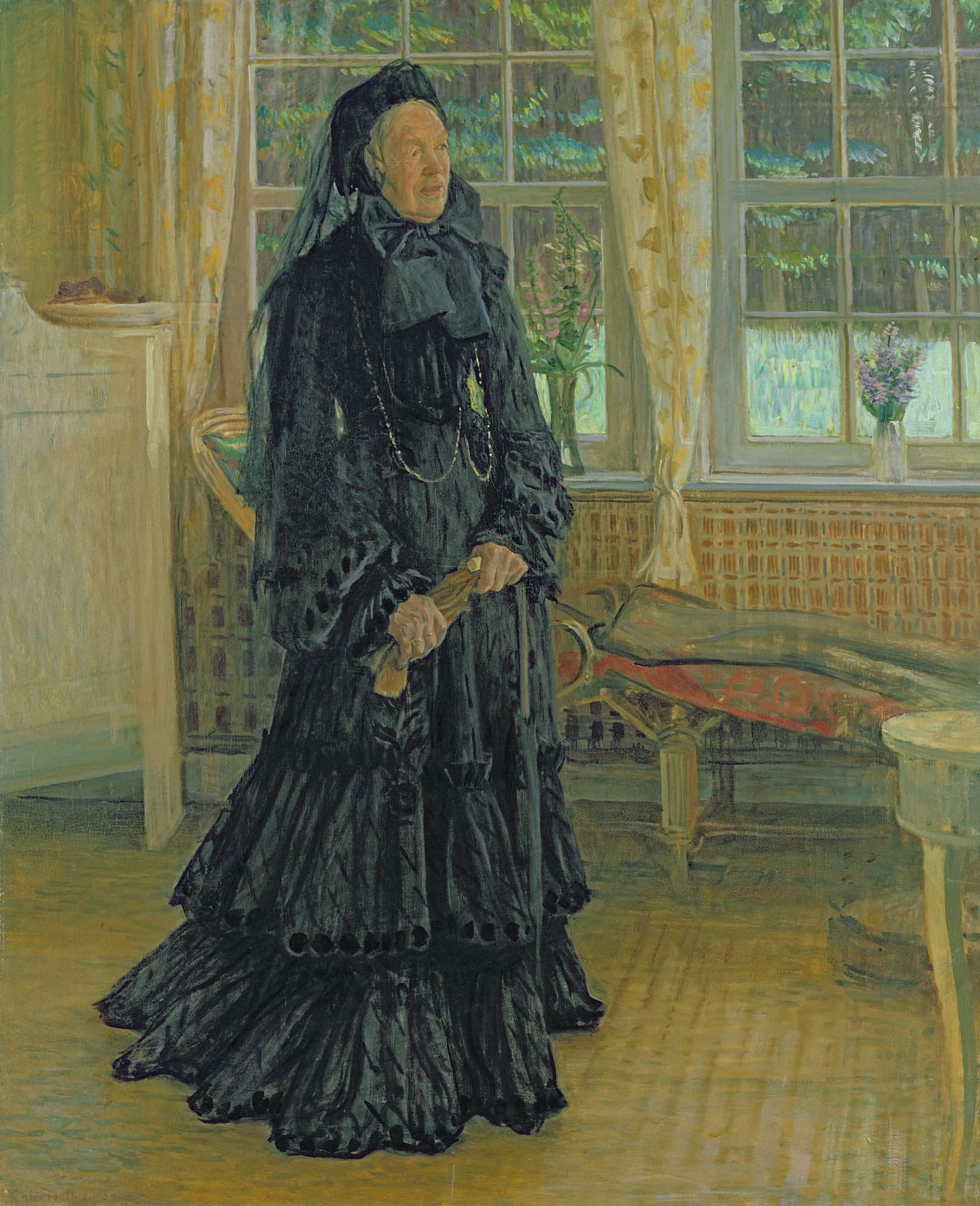
Marie Zacharias 1904, gemalt von Leopold von Kalckreuth

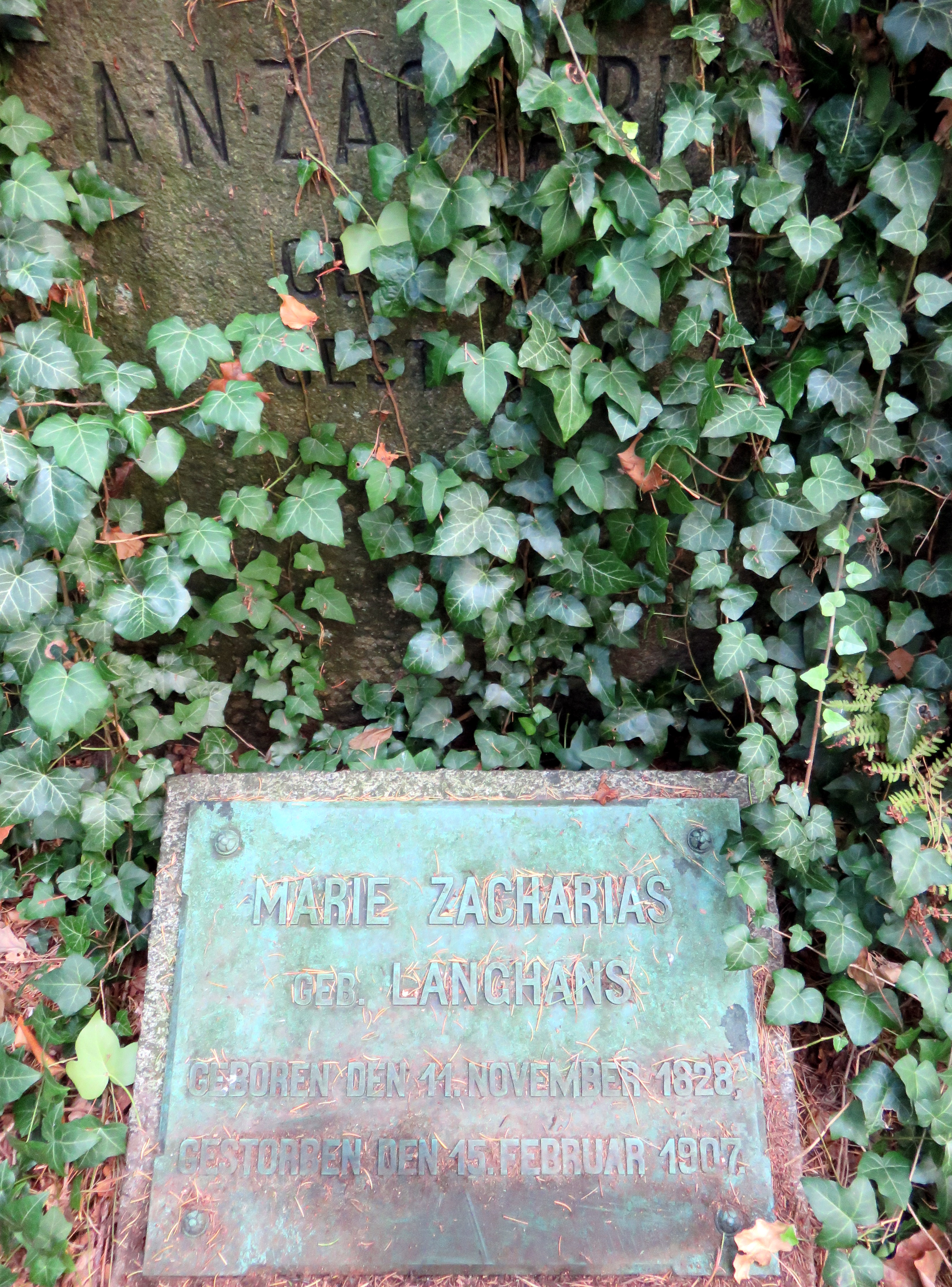
Kissenstein Marie Zacharias auf dem Friedhof Ohlsdorf

Marie Anna Zacharias (* 11. November 1828 als Marie Anna Langhans in Hamburg; † 15. Februar 1907 ebenda) war eine deutsche Zeichnerin.

## Leben
Marie Zacharias war ein Kind des jüdischen Kaufmanns Carl Friedrich Langhans und dessen Gattin Auguste, die als ausgesprochen temperamentvoll galt. Sie wurde in einen musikalischen Haushalt in St. Georg geboren und wuchs mit drei jüngeren Geschwistern auf. Ihr eigentliches Zuhause wurde das ruhige Haus ihrer Großmutter Wilhelmine Greve, die Auguste Langhans adoptiert hatte und in Hamm, später in Billwerder lebte. Gemeinsam mit zwei anderen Mädchen besuchte Marie Zacharias eine Jungenschule in der Holländischen Reihe, die Marianne Prell leitete. Nach zwischenzeitlichem Privatunterricht mit anderen Mädchen besuchte sie eine Schule von Maria Plath auf den Mühren, wo sie jedoch nicht zurechtkam. Daher erhielt sie erneut Privatunterricht.
1850 heiratete sie Adolph Nikolaus Zacharias. Er galt als geistreicher und gebildeter Kaufmann, der eine abwechslungsreiche Bibliothek und eine Sammlung von Kupferstichen besaß und als Mitglied der Hamburgischen Bürgerschaft auch politischen Einfluss hatte. Das Ehepaar hatte die Kinder Eduard, Marie Anne (* 1854) und Adolf Nicolaus Zacharias.
Marie Zacharias galt als energisch, kraft- und humorvoll. Sie hatte Freude an Musik, konnte Klavier spielen, malte und bemühte sich bis ins hohe Lebensalter, ihre Fertigkeiten zu verbessern. Sie dokumentierte in mehreren hundert Bildern Häuser und Straßen Hamburgs und die Landschaften von Billwerder und Hamm. Als Zeitzeugin hielt sie bedeutende Umbrüche im Hamburger Stadtbild fest, so den schnellen Wiederaufbau nach dem Hamburger Brand von 1842 oder den Bau der Eisenbahnstrecke nach Berlin. Diese Bilder sind in den Familien-, Stadt- und Kindergeschichten von 1954, im Museum für Hamburgische Geschichte, der Hamburger Kunsthalle, im Hamburger Staatsarchiv und in Familienbesitz zu finden.
Mit dem plötzlichen Tod ihres Mannes 1880 geriet Marie Zacharias in finanzielle Probleme. Ihre Lage besserte sich erst nach der Heirat ihrer Tochter Marie Anne mit dem Kaufmann Eduard Lippert. Dieser erwarb für Marie Zacharias 1891 ein Haus am Mittelweg und unterstützte sie mit großzügigen Rentenzahlungen. 1886 begegnete die Künstlerin Alfred Lichtwark, der ihr neue Impulse gab. Sie übernahm den stellvertretenden Vorsitz der von Lichtwark gegründeten Gesellschaft hamburgischer Kunstfreunde, in der Sammler, Kunstinteressierte und Dilettanten zusammenkamen. Neben Vorträgen und jährlichen Ausstellungen wollte die Vereinigung die Sammelleidenschaft anregen und Dilettanten bei ihren Kunstwerken unterstützen. Von 1985 bis 1912 bebilderte Zacharias die Jahrbücher des Vereins und schrieb kunst- und kulturhistorische Beiträge. Für nach Entwürfen von Mitgliedern erstellte Töpfe und Vasen schuf sie im Garten ihres Hauses eine Topfkammer. Außerdem überwachte sie die Erstellung und Verbreitung der Vasen, mit denen Lichtwark, mit entsprechenden Blumen geschmückt, das alltägliche Leben schöner machen wollte.
In den letzten Lebensjahren arbeitete Zacharias insbesondere mit Holzschnitten. Bis zwei Wochen vor ihrem Tod nahm sie Zeichenunterricht bei Max Kuchel. Drei Porträts, die Leopold von Kalckreuth von ihr 1904 auf Anregung Lichtwarks erstellte, sind heute in der Hamburger Kunsthalle zu finden.
Das Grab von Marie Zacharias, die Mitte Februar 1907 verstarb, befindet sich auf dem Friedhof Ohlsdorf im Planquadrat R 25 (27–56). unmittelbar links hinter dem Mausoleum Trumm.